# Тобрелутс, Ольга Владимировна
Ольга Владимировна Тобре́лутс (фамилия при рождении Комаро́ва; род. 3 декабря 1970, Ленинград) — российская художница. Она начинала свой творческий путь как пионер медиа-арта в России. Позднее Ольга Тобрелутс обратилась к живописи, рисуя как неоклассические, так и абстрактные картины. Участница объединения «Новая академия» Тимура Новикова. Её работы находятся в коллекциях многих музеев мира, в том числе Русского музея, Третьяковской галереи, Пушкинского музея, Музея Людвига, Московского музея современного искусства и нью-йоркского МОМА. После смерти Тимура Новикова Ольга Тобрелутс выступала куратором многих выставок, посвященных петербургскому неоакадемизму.

## Ранние годы
Ольга Тобрелутс родилась 3 декабря 1970 года в Ленинграде. Её фамилия при рождении была Комарова, но в сознательном возрасте она взяла фамилию бабушки, внучки эстонского писателя Эдуарда Борнхёэ. В 1985 году Ольга Тобрелутс поступила на отделение архитектуры Индустриального техникума строительных материалов и деталей. Большое влияние в процессе обучения на неё оказала Галина Ивановна Миленко. Выпускной работой Тобрелутс был реставрационный проект «Розовой дачи» Андрея Штакеншнейдера. Одновременно с учёбой в техникуме она ходила на подготовительные курсы Академии художеств, однако поступить не смогла. В 1989 году Ольга Тобрелутс была зачислена на архитектурный факультет Государственного архитектурно‑строительного университета. Она совмещала учёбу с работой в частном архитектурном бюро Евгения Дитриха. Однако вскоре бросила институт.
Ольга Тобрелутс познакомилась с Тимуром Новиковым и его кругом художников в конце 1980-х годов. Это знакомство определило её выбор жизненного пути художника. Она училась в новиковском «Свободном университете». В 1989 году Новиков совместно с Юрисом Лесником, Владиславом Мамышевым-Монро и Георгием Гурьяновым создал первую в CCCP независимую телекомпанию — «Пиратское телевидение» («ПТВ»). Они снимали короткие ролики про свои костюмированные «одиозные и комичные» представления. Ольга Тобрелутс была свидетелем этих экспериментов в области медиаискусства.
В октябре 1990 года Ольга Тобрелутс совместно с режиссёром Иветтой Померанцевой приступила к съёмкам своего первого короткометражного фильма «Фиолетовые птицы». Они фиксировали на 16-миллиметровую плёнку перформанс на реке Саблинка обнажённых и раскрашенных Владислава Мамышева-Монро, Линаса Петраускаса и других. Однако результат съёмок показался авторам неудачным (прежде всего из-за низкого качества техники). Впоследствии одну из получившихся фотографий Мамышева-Монро Тимур Новиков использовал в произведении «Гелиогабал». Ольга Тобрелутс начала активно разрабатывать направление искусства «новых технологий». В 1991 году она основала «Лабораторию изучения орнамента» при Ленинградском обществе «A-Я». В это время Ольга Тобрелутс исследовала «идею первородного орнамента окружающего мира», «абстрактного восприятия фигуративного мира», отказа от стереотипного восприятия мира. Для этого художница в том числе работала с компьютерными технологиями. В этот период она также участвовала в андеграундных выставках на Дворцовом мосту. Поиски качественных технических средств привели её в Берлин, где она познакомилась с дизайнером Ульрихом Вайнбером. В результате изучения новых технологий Ольга Тобрелутс разочаровалась в абстрактном искусстве и вернулась к коллажу и видео-арту. В 1992 году в петербургском Планетарии она продемонстрировала одну из первых в стране видеоинсталляций. Последующие два года Ольга Тобрелутс училась на отделении компьютерной графики и анимации в берлинской студии «ART+COM».

## 1990-е годы
После возвращения в Россию в 1994 году Ольга Тобрелутс приняла активное участие в проекте «Новой академии» Тимура Новикова. Для монтажа её отснятого годом ранее фильма «Горе от ума» он нашёл возможность для художницы пользоваться редким тогда техническим средством — компьютером. В итоге Ольга Тобрелутс не только завершила кинокартину, но и сделала серию коллажей «Отблески империи». В них она создала мир виртуальных путешествий по древним цивилизациям, нарисовав своеобразные псевдодокументальные фотографии на основе реальных старинных снимков. Эти компьютерные коллажи составили основу её первой персональной выставки в Этнографическом музее. Среди гостей вернисажа оказались Александр Боровский Леонид Бажанов, которые приобрели ряд инновационных для того времени произведений для коллекций Русского музея и РОСИЗО. В этом же году благодаря данным работам Ольга Тобрелутс становится профессором кафедры новых технологий «Новой академии». Она оказала влияние на Тимура Новикова, до того момента не признавшего медиа-арт. При этом художница сохранила себя как самостоятельную фигуру.
В марте 1995 года гамбургский журнал «Art» поместил Ольгу Тобрелутс на свою обложку. В этом выпуске петербургские неоакадемисты были представлены в параллели с наследием Эрмитажа. В том же году Ольга Тобрелутс удостоилась награды «Videovision» на фестивале «Третья реальность» в Санкт‑Петербурге.
В 1995 году Ольга Тобрелутс приняла участие в проекте «Новой академии» «Passiones Luci». Его целью было создание иллюстраций к роману древнеримского писателя Апулея «Золотой осел», переведённому в 1929 году Михаилом Кузминым. Для этого Константин Гончаров и Алексей Соколов сшили 28 костюмов. Перфомативные «живые картины» из людей в этих костюмах затем фотографировались и подвергались компьютерной обработке. Выставка-презентация проекта прошла в Мраморном дворце Русского музея. По её итогам Константин Гончаров и Ольга Тобрелутс были удостоены денежных наград фондом «Открытое Общество». Позднее выставка была показана во многих странах мира: Грузии, Германии, Дании, Бельгии и так далее.
22 июля 1995 года Ольга Тобрелутс вышла замуж за писателя Андрея Хааса. 23 октября 1996 года у них родился сын Аким, а в 21 мая 2010 года — дочь Агата.
Ольга Тобрелутс активно продолжала эксперименты с видео. В 1996 году она сняла минималистичные фильмы «Последний подвиг Геракла» и «Вечная музыка», в 1998 году — «Сон Александра Македонского», в 1999 году — «Манифест Неоакадемизма». В этих фильмах Ольга Тобрелутс оживила свои коллажи, создав тем самым новую альтернативную реальность.
В 1998 году вместе с Андреем Хлобыстином Ольга Тобрелутс в «поисках магической натуры» обратилась к изучению коллекции слепков в музее Академии художеств. Она исследовала тему идеальных образов, абсолютов, существующих неизменными в массовом сознании в различные исторические эпохи. Сравнивая античную скульптуру и картины эпохи Возрождения с современными поп-идолами, она проводила между ними аналогию и на этой основе создавала новые синтетические формы. Ольга Тобрелутс с помощью компьютера раскрашивала древние статуи, «одевая» из в одежду современных модных брендов, скрещивала классическое искусство с образами мировых знаменитостей, что являлось художественным ноу-хау для того времени. Одной из центральных фигур этих экспериментов был древнеримский юноша Антиной, которого художница совмещала с образами Элвиса Пресли и Адама. Эти работы, показанные на выставке в лондонской галерее Тейт, размещают на своих обложках многие профильные мировые СМИ. Ольга Тобрелутс также разрабатывала концепцию «лубочничества», под которым понималось соединение русского национального искусства с философиями китча и Энди Уорхола.
В 1998 году Ольга Тобрелутс получила второй приз «Лучшая европейская компьютерная графика» на фестивале «GRIFFELKUNST» в Гамбурге. В том же году она открыла «Центр искусства фотографии» в клубе «Мама» при Комитете детства, семьи и молодежи Петроградского района Санкт-Петербурга, где в течение двух лет до 2000 года проводились выставки, презентации, кинопросмотры и концерты современной музыки. По оценке критиков это место стало последним «центром силы» перед «заморозкой 2000-х годов».

## В XXI веке

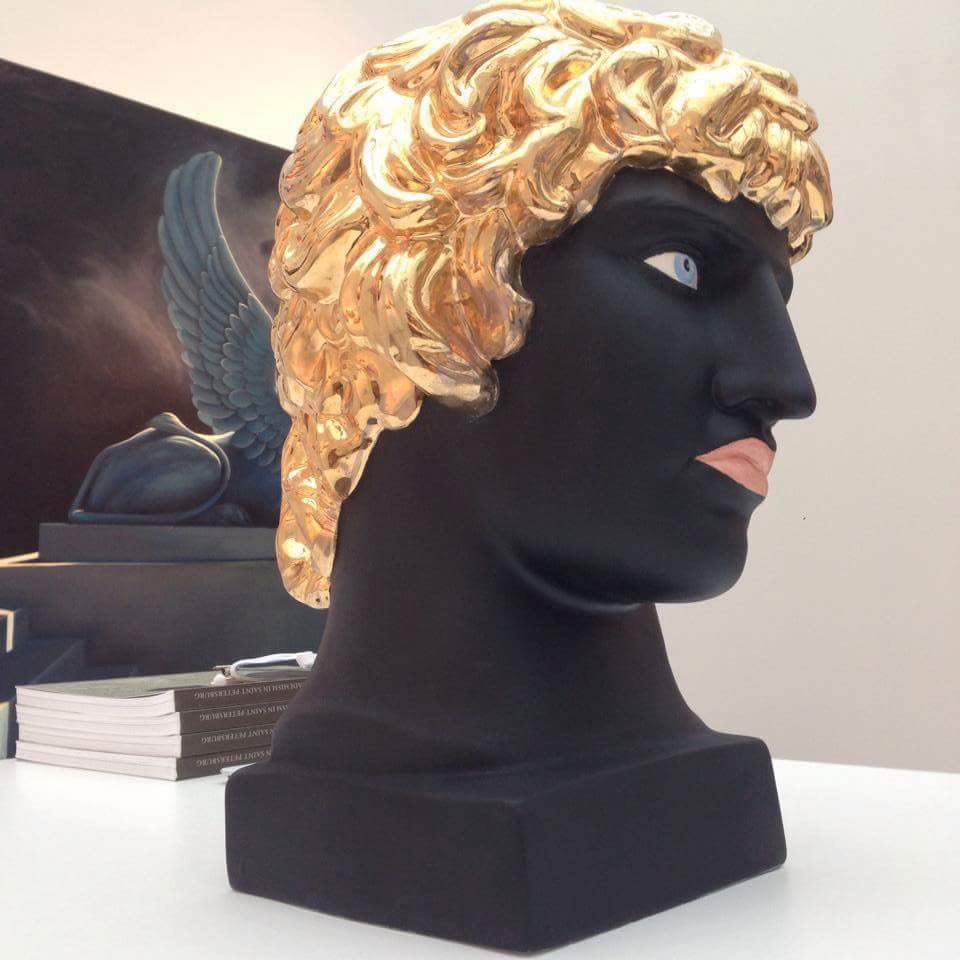
Антиной II, 2005 г., частное собрание.

В 2000 году на открытие выставки Ольга Тобрелутс «Одиссея» в Айдан галерее в Москве пришли два замминистра культуры, что было оценено критиками как пик влияния новиковского «нового классицизма». Цифровые фотографии Ольги Тобрелутс вместе с работами других неоакадемистов в 2001 году были представлены в книге «Movements in Art Since 1945» (издательство «Thames & Hudson World of Art»), в 2001 — в книге-альбоме Люси Смита «Art Tomorrow». В них петербургское течение характеризуется как влиятельное европейское неоклассическое искусство.
В это время Ольга Тобрелутс, разочаровавшись в компьютерных технологиях, обратилась к живописи, стремясь вернуть холсту его «магические свойства». Она начала создавать как тяготеющие к классической традиции работы, так и абстракционистские эксперименты. Тогда же она начинает работать в скульптуре, а также пробует себя как художника-иллюстратора.
В 2000-х годах Ольги Тобрелутс сыграла значительную роль в развитии школы «новой классики». Она была организаторам всех крупнейших выставок неоакадемистов.
В 2009 году Ольга Тобрелутс номинировалась на премию Кандинского в области современного искусства . В 2012 году она с проектом «Модернизация» номинировалась на премию Сергея Курёхина.
В 2015 году Тобрелутс приняла участие в помощи благотворительного фонда «Антон тут рядом».
В 2013 году картины Ольги Тобрелутс с изображением обнажённой мужской натуры столкнулись в попытками цензуры со стороны властей США и России. В первом случае на таможне была задержана работа «Американский солдат в Ираке», вызвавшая непонимание у чиновников. Во втором — итальянское консульство России отказало в поддержке выставке художницы, сославшись на закон о «гей-пропаганде».
В 2014 году в рамках выставки «Новые возможности» Ольга Тобрелутс создала картины, в которых синтезируется реализм и абстрационизм: издалека работы видятся цельными, а при приближении распадаются на части. По замыслу художницы эти работы должны заставить критически осмыслить «клиповое», фрагментарное восприятие искусства и мира, которое благодаря распространению социальных сетей характеризует современность.В этом же году выступала с лекциями в Стокгольме.
В 2016 году Ольга Тобрелутс была избрана почётным академиком Российской академии художеств. В том же году она с мужем переехала жить в Будапешт.
В 2017 году Ольга Тобрелутс создала серию полотен в технике стерео-варио, когда при изменении угла зрения одно изображение переливается в другое, в том числе создавая эффект трехмерной картинки. В этих произведениях художница снова обыгрывает античную скульптуру, а кроме того экспериментирует с абстрактными символами и фигурами. В 2019 году на 58-й Венецианской биеннале Ольга Тобрелутс представила серию абстрактных картин, прототипы которых создал компьютер, а затем изображения были перенесены с помощью традиционной техника на холст. В этом же году за проект «Транскодер. До и после медиа в абстракции» она была удостоена премии Сергея Курёхина в номинации «Лучшее произведение визуального искусства».
В 2023 году юбилейная выставка-ретроспектива «Клин Новикова» в Русском музее подверглась цензуре со стороны нового директора Аллы Маниловой. Она усмотрела в работах «порнографию и гей-пропаганду». Работы Ольга Тобрелутс и ряда других художников были сняты с выставки.

## Выставки
Ниже приведены основные выставки художницы:
| - 1994. «Отблески империи». Этнографический музей, Санкт-Петербург - 1996. «Имперские отражения». Айдан галерея, Москва - 1998. «Latest works», Art Kiosk Gallery, Брюссель - 1998. «Семейный портрет», Айдан галерея. Москва - 1998. «Священные фигуры», Tate, Лондон - 1999. «Mixed Media». Русский музей (Мраморный дворец), Санкт-Петербург - 2000. «Одиссея». Айдан галерея, Москва - 2000. Исторические сцены в стенах музея А. Л. Штиглица, Санкт-Петербург - 2006. «Тарквиний и Лукреция», Д‑137, Санкт-Петербург - 2006. «Легионеры», ЦВЗ «Манеж», Москва - 2009. «Воздухоплавание. Мореплавание. Автопробег», Музей «Новой академии», Санкт-Петербург - 2003. «Кесарь и Галилиянен», Д‑137, Санкт-Петербург - 2013. «Новая мифология». MMоMA, Москва - 2015. «Новые Возможности», Deborah Collton gallery, Хьюстон - 2018. «Летний сад», галерее VP, Москва - 2019. «Транскодер. До и после медиа в абстракции», Павильон Северной Македонии на 58-й Венецианской биеннале (совместно с Мице Янкуловски) - 2023. «Новая мифология». Эстонский национальный музей, Тарту - 2023. «0x The Garden». Erma Gallery, Дубай |

| - 1990. Выставка на Дворцовом мосту, Ленинград - 1991. Выставка на Дворцовом мосту, Ленинград - 1993. «Виртуальный сад», ВДНХ, Москва - 1994. «Ренессанс и резистанс (Возрождение и сопротивление). Классические традиции искусства и история фотографии», Русский музей (Мраморный дворец), Санкт-Петербург - 1995. «Passiones Luci», Русский музей (Мраморный дворец) и мастерская Новикова Санкт-Петербург - 1996. «Метафоры отрешения», Badischer Kunstverein, Kunstlerhaus Karlsruhe, Карлсруэ - 1996. «Назад к фотографии», Малый Манеж, Москва - 1996. «Московский форум художественных инициатив 1996», Малый Манеж, Москва - 1996. «Предвидение прошлого», Центр современного искусства, Арт Медиа Центр «TV Галерея», Москва - 1997. «Торжество Неоакадемизма в Павловске», Музей‑заповедник «Павловск», Санкт-Петербург - 1998. «Новая академия», Арт‑коллегия, Санкт-Петербург - 1998. «Фотография моды. Мода в фотографии. Россия. 1990‑е», ЦВЗ «Манеж», Москва - 1998. «Aufbruch — Die neue russiesche Fotografie/ Прорыв. Новая российская фотография», Erholungshaus der Bayer AG, Леверкузен - 1999. «Анамнезис Lapsus memoriae/ Воспоминания — ошибки памяти», Музейный центр РГГУ, Москва - 1999. «Russland ohne zeitgenossisches Museum. Teil 3. Galerie Aidan», Kulturabteilung Bayer, Леверкузен - 1999. «Границы гендера», Галерея 21, Санкт-Петербург - 1999. «Heaven: An Exhibition That Will Break Your Heart», Tate Liverpool, Ливерпуль - 1999. After the Wall. Art and culture in post‑communist Europe, Moderna Museet, Стокгольм - 1999. «R1 — вдохновение лёгкости», МЦИ на Неглинной, Москва - 2000. Групповая выставка художников галереи «Айдан», Айдан галерея, Москва - 2000. 1‑й Международный фестиваль сверхкороткого фильма (Extra Short Film), Новосибирск - 2000. «Современное искусство в традиционном музее», Санкт-Петербург - 2001. «Between Earth and Heaven / Между землей и небом. Неоклассические движения в искусстве сегодня»). Музее современного искусства, Остенде - 2001. «Образ Тимура Новикова в русском искусстве XX века», Д‑137, Санкт-Петербург - 2002. «Искусство женского рода. Женщины‑художницы России XV—XX веков», Третьяковская галерея, Москва - 2002. «Мастерская Арт Москва 2002», Центральный дом художника, Москва - 2002. «Искусство в актуальных контекстах», Тольятти - 2002. «Актуальный репортаж», Новосибирская картинная галерея, Новосибирск - 2002. «Актуальный репортаж (искусство в актуальных контекстах)», Нижегородский государственный художественный музей, Нижний Новгород - 2002. «Кунстлагерь (ручные вещи)», Navicula Artis, Санкт-Петербург - 2003. «Orel Art presenta», Orel Art Gallery, Париж - 2003. Ретроспектива Международного фестиваля сверхкороткого фильма ExtraShortFilm, Екатеринбург - 2003. «Neue Ansätze. Zeitgenössische Kunst aus Moskau», Kunsthalle Düsseldorf, Дюссельдорф - 2003. Выставка фотографий из коллекции Музея Новой Академии, Российский дом, Берлин - 2003. «The Return of the Mir Iskusstva. Artist connections between Finland and St. Petersburg 1991—2003», Государственный музей истории Санкт-Петербурга (особняк Румянцева), Санкт-Петербург - 2003. «Смотровая площадка», Центральный дом художника, Москва - 2004. «Екатерина II. Могущественная или великая?», Русский музей, Санкт-Петербург - 2004. «Полёты к середине», Музейный центр «Площадь Мира», Красноярск - 2004. «Katharina II. Machtig aber auch gross?», Frauenmuseum, Бонн - 2004. «Se Opp! Kunst fra Moskva og St. Petersburg», Museet for samtidskunst, Осло - 2005. «Смысл жизни — смысл искусства», Третьяковская галерея, Москва - 2006. «Art attack! (art contemporain russe)», Orel Art Gallery, Париж - 2007. «Katoptron. Направление взгляда зеркала», Музейный центр РГГУ, Москва - 2008. «Памяти Тимура Новикова», Новый выставочный зал Государственного музея городской скульптуры, Санкт-Петербург - 2008. «Всё на продажу», Формула, Санкт-Петербург - 2008. «Будущее зависит от тебя. Новые правила», Виктория, Самара - 2009. «Искусство про искусство», Музей Людвига в Русском музее, Санкт-Петербург - 2009. «Уязвимость», Музейный центр РГГУ, Москва - 2009. «Женщина в искусстве: образы, роли, перспективы», MMоMA на Петровке, Москва - 2009. Выставка номинантов на Премию Кандинского 2009, Лондон - 2009. «Это Люда», Лофт‑проект «Этажи», Санкт-Петербург - 2010. «ŽEN d’АРТ. Гендерная история искусства на постсоветском пространстве: 1989—2009», MMоMA, Москва - 2010. «Новый год шагает по Европе», Государственный музей городской скульптуры, Санкт-Петербург - 2011. «Орбита Гагарина», 100 своих, Санкт-Петербург - 2011. «Дружба через искусство», Галерея дизайна Bulthaup, Санкт-Петербург - 2011. «Новая Академия. Санкт‑Петербург», фонд «Екатерина», Москва - 2011. «Между землёй и небом», Rizzordi Art Foundation, Санкт-Петербург - 2012. «FotoFest 2012 Biennial Contemporary Russian Photography», Хьюстон - 2012. «Кресты», Кресты, Санкт-Петербург - 2013. «Международный женский день. Феминизм: от авангарда до наших дней», ВЦ «Рабочий и колхозница», Москва - 2013. «Contemporary Russian Photography», Coex, Сеул - 2013. «АРТ МОСКВА 2013. Международная художественная ярмарка, ЦДХ, Москва - 2014. «Игра в цирк». MMоMA на Петровке, Москва - 2014. «Реконструкция». Часть II, фонд «Екатерина», Москва - 2014. «Актуальный рисунок», Русский музей (Мраморный дворец), Санкт-Петербург - 2014. «Другая столица: современное искусство Санкт‑Петербурга сегодня», Музей Москвы, Москва - 2014. «Ащущения другова», Эрарта, Санкт-Петербург - 2015. «Искусство быть рядом», MMоMA на Гоголевском, Москва - 2015. «Неоакадемизм в Санкт‑Петербурге/ Neoacademism in Saint Petersburg», Ludwig Museum, Будапешт - 2017. «Горизонты», White Space Gallery, Лондон - 2019. «Красота плюс-минус», ЦВЗ Манеж, Санкт-Петербург - 2019. «Абстракция в авангарде!», ЦСИ им. Курёхина, Санкт-Петербург - 2019. «Механический балет. Видеоискусство в Музее Людвига в Русском музее», Санкт-Петербург - 2020. «История развития мультимедиа искусства Ленинграда — Санкт‑Петербурга 1985—2000 годов», ЦСИ им. Курёхина, Санкт-Петербург - 2021. «Энди Уорхол и русское искусство», Севкабель Порт, Санкт-Петербург - 2021. «A Doll’s house», Henie Onstad kunstsenter, Хёвикодден |

| - 2000. Владимир Никитин. «Перекрёстки России», Центральный дом художника, Москва - 2000. Александр Китаев. «Невольная линия ландшафта», Центральный дом художника, Москва - 2000. Дмитрий Сироткин. «В объективе», Центральный дом художника, Москва - 2000. Алина Власова. «Портрет Дины Корзун», Центральный дом художника, Москва - 2019. «Андеграунд 90‑х: художники на танцполе», ЦСИ им. Сергея Курёхина, Санкт-Петербург - 2020. «Андеграунд 90‑х: художники на танцполе», Арт‑галерея Ельцин Центра, Екатеринбург - 2022. Георгий Гурьянов. «Куда ж нам плыть?..», K Gallery, Санкт-Петербург |